# Libytheana fulvescens
Libytheana fulvescens is een vlinder uit de familie van de Nymphalidae, onderfamilie Libytheinae.
De wetenschappelijke naam van de soort werd gepubliceerd door Percy Lathy in 1904.